# Kevin Godley
Pour les articles homonymes, voir Godley.
Kevin Michael Godley, né le 7 octobre 1945 à Prestwich, près de Bury dans le Lancashire (Angleterre), est un musicien britannique.
Après une rencontre avec Lol Creme, il s'engage dans divers groupe de musique puis fera la majeure partie de sa carrière avec 10 cc.
Il écrit et interprète des musiques à la batterie et aux percussions.
Il est aussi réalisateur de nombreux clips tels Don't Give Up de Peter Gabriel, The Man I Love de Kate Bush ou Real Love des Beatles.